# Powys
Powys [ˈpowɪs] ist die flächenmäßig größte der 22 Principal Areas von Wales. Powys ist außerdem ein Preserved County. Ein Preserved County in Wales umfasst den Zuständigkeitsbereich der zeremoniellen Ämter Lord Lieutenant und High Sheriff. Der Verwaltungssitz von Powys ist Llandrindod Wells.

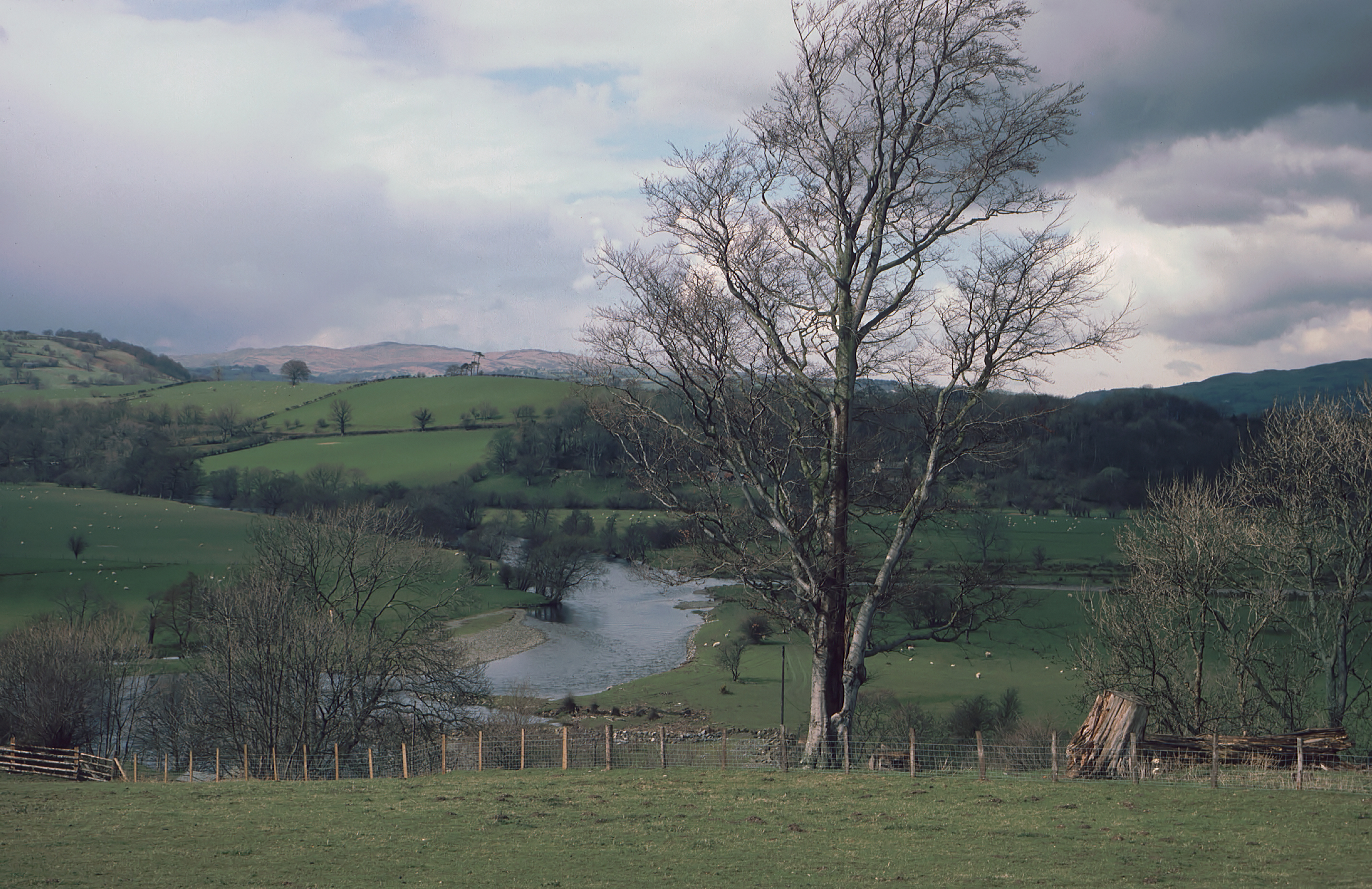
Flusslandschaft auf dem Weg nach Welshpool in der Nähe der Ortschaft Foel

## Geschichte und Geografie
Besiedelt ist die Region seit der Jungsteinzeit. Aus der Bronzezeit stammen über 1.000 Grabhügel, aus der Eisenzeit zahlreiche Hügelforts. Bereits in keltischer Zeit war Powys stark von römischen Einflüssen geprägt. So war der Sagenheld Peredur af Efrawc, der dem französischen Perceval entspricht, wahrscheinlich der Praetor ab Eburaco, also von York. Um 950 entstand in Powys der Sagenkreis um Llywarch Hen. 
1974 wurde in Wales aus den Grafschaften Radnorshire, Montgomeryshire und Brecknockshire sowie aus einem kleinen Teil von Denbighshire die neue Verwaltungsgrafschaft Powys gebildet. Namensgeber war das walisische Königreich Powys, das im 12. Jahrhundert seine größte Machtentfaltung aufwies, aber wegen seiner ungünstigen Lage in den Welsh Marches entlang der Grenze zwischen England und Wales außer Stande war, wirkliche Herrschaft zu erlangen. Powys war in die drei Districts Brecon, Montgomery und Radnor eingeteilt. Bei einer weiteren Verwaltungsreform wurden 1996 die drei Districts von Powys aufgehoben. Powys bildet seitdem eine der 22 Principal Areas von Wales und besitzt außerdem den Status eines Preserved County.
In Powys vermischte sich die walisischen Kultur mit der englischen schon deshalb, weil Berge und Flusstäler wie das Tal des Severn sich über die Grenze hinweg nach Westen und nach Osten erstrecken. Die Kommunikation entlang der Täler schlug sich in verhältnismäßig engen Verbindungen zu englischen Marktflecken wie Shrewsbury und Hereford nieder. Auf diese Konstellation ist auch die geringere Verbreitung des Walisischen im Ostteil der Grafschaft zurückzuführen.
Die Landschaft von Powys wird vor allem von den tiefen, nach Shrewsbury und Hereford führenden Tälern geprägt; typisch für die „highlands“ sind das Gebiet des Radnor Forest sowie die verbindenden Hochebenen. Die landschaftlichen Gegebenheiten spiegeln sich in der Viehwirtschaft wider; in den grünen Tälern dominiert die Rinderzucht, an den Hängen des Hochlandes die Schafzucht.
Überreste früherer Besiedlung stammen aus der Eisenzeit oder rühren von römischen Forts im Grenzgebiet her; außerdem gibt es Anzeichen, die auf keltische Prinzen sowie Missionare verweisen. Der keltische Einfluss endete einst an Offa’s Dyke. Der aus dem 8. Jahrhundert stammende Wall existiert heute noch. Die Schlösser bei Montgomery, Presteigne und Brecon stammen aus normannischer Zeit.
Die größeren Städte in Powys sind heute Dienstleistungszentren. In der Stadt Newtown wurde Leichtindustrie angesiedelt, um auf diese Weise das Tal von Powys wirtschaftlich voranzubringen und die Landflucht zu stoppen. Welshpool und Brecon sind nach wie vor die Marktzentren der Grafschaft.

## Orte
- Aber Village, Abercynafon, Abergwesyn
- Berriew, Blaendyryn, Bont Dolgadfan, Brecon, Builth Wells
- Capel-y-ffin, Church Stoke, Cregrina, Crickhowell, Cwmyrhaiadr
- Defynnog, Dylife
- Fforddlas
- Glasbury
- Haughton, Hay-on-Wye, Hyssington
- Llandrindod Wells, Llanfair Caereinion, Llanfyllin, Llanidloes, Llhanrhaeadr-ym-Mochnant, Llansilin, Llanwddyn, Llawryglyn
- Machynlleth, Merthyr Cynog, Montgomery
- Newchurch, Newtown
- Painscastle, Pant-y-dwr, Patrishow, Pentre-bach, Plas rhiw-saeson
- Rhayader, Rhiwargor
- Talgarth, Talybont-on-Usk, Trecastle,  Tref-y-clawdd, Trefeglwys
- Welshpool
- Ystradfellte, Ystradgynleis

## Sehenswürdigkeiten
- Brecon Beacons
- Bannau-Brycheiniog-Nationalpark
- Brecon Castle
- Bron-Yr-Aur
- Bronllys Castle
- Das Bücherdorf Hay-on-Wye
- Builth Castle
- Crickhowell Castle
- Elan Valley
- Llanidloes and Newtown Railway
- Montgomery Castle
- Painscastle
- Pen y Fan
- Pistyll Rhaeadr
- Powis Castle
- The Saith Maen
- Welshpool and Llanfair Light Railway